# لاک‌تراشان
لاک‌تراشان، روستایی است از توابع بخش مرکزی شهرستان نکا در استان مازندران ایران.
در مورد نام لاک‌تراشان می‌گوید که در زمان‌هایی نه چندان دور پیشه اصلی مردم این روستا تراش قاشق و چنگال‌هایی از جنس نوعی چوب به نام لاک بوده‌است.

## جمعیت
این روستا در دهستان مهروان قرار دارد و براساس سرشماری مرکز آمار ایران در سال ۱۳۸۵، جمعیت آن ۲۸۴ نفر بوده‌است. مردم لاک تراشان از قومیت طبری هستند. مردم لاک تراشان به زبان طبری (مازندرانی) سخن می‌گویند.